# Кочмар
Кочмар е село в Североизточна България. То се намира в община Тервел, област Добрич.

## География
Село Кочмар се намира в Община Тервел, северозападно от гр. Добрич.

## История
За първи път името на селото се споменава в една Османска демографска записка от 1530 година където е отбелязано като "Karye-i Timuroğlu-Hācī-kuyusu nām-ı diğer Koçmar" . Предполага се, че е първите заселници са турци /черкези/. Легендата за името му гласи, че първият владетел /бей/ се казвал Кочубей и от там е останало наименованието Кочмар. От 1924 до 1940 г. по-голяма част от населението са румънци и турци. Първото основано селище е в местността Бекилер – северно от сегашното местонахождение. Има запазена чешма, която е построена през 1842 г., запазени са и две къщи по македонски модел. В центъра на селото, по предполагаеми данни от 1845 г., е построена джамията, с площ от 160 кв. м, която по-късно е съборена.
В хода на Първата световна война на 03.09.1916 г. тук в Битката при Карапелит Кочмар българската войска нанася тежко поражение на румънската армия в анексирана Добруджа. Войните, които се водени от „Белия ескадрон“ /кавалерията/, са вдъхновили Йордан Йовков, който е бил в състава на българските войски като кореспондент, да напише разказа „Триумф“..
През 1931 г. е започнато строителството на църковен храм, по-късно храмът е съборен и са застроени къщи. През 1940 г., по Крайовската спогодба от Северна Добруджа са изселени българи в село Кочмар, които са наброявали над 950 жители. Когато са дошли от Румъния, тук са заварили училище, за което се предполага се, че е построено около 1925-1930 година. Първоначално е било с 4 стаи, а по-късно са пристроени още 3. Първите учители в селото са Петкана и Петър Мирчеви. Учителствували са около 10 години, след което се преместват в Тервел.
Във Втората световна война от с. Кочмар са участвали над 25 войници – доброволци, от които са живи само двама -Димитър Димитров Котленски и Димитър Митишев(1920-2013). В чест на загиналите фронтоваци в селото има построен паметник с плоча, на която са написани имената им: Гочо Ангелов Гочев, Петър Гинков Господинов и Михаил Георгиев Петков и Иван Василев Миланов.
На общоселско събрание се взема решение в с. Кочмар да се построи читалище на доброволни начала, всеки жител от селото полага по 50 трудодни за построяването на сградата. То е завършено през 1955
Село Кочмар е електрифицирано през 1956 г., водоснабдено през 1960-1961 г.

## Население
Преброяване на населението през 2011 г.
Численост и дял на етническите групи според преброяването на населението през 2011 г.:
|                     | Численост | Дял (в %) |
| Общо                | 267       | 100,00    |
| Българи             | 263       | 98,50     |
| Турци               | 0         | 0,00      |
| Цигани              | 0         | 0,00      |
| Други               | 4         | 1,49      |
| Не се самоопределят | 0         | 0,00      |
| Неотговорили        | 0         | 0,00      |

## Религии
Населението в селото изповядва християнството.

## Забележителности
В читалището има библиотека, фолклорна певческа група, групи за обичаи и за коледарски песни. Фолклорните състави участваха три пъти в Националния събор в гр.Копривщица. През лятото, под ръководството на Ина Димитрова, децата от селото сформират танцова група и изнасят концерти – за радост на своите баби и дядовци. М.г. групата за коледарски песни спечели първа награда на Общинския конкурс за Коледарски групи, организиран от Община Тервел.

## Редовни събития
Всяка година на 3 март хората се събират, за да почетат паметта на загиналите.
Сред най-веселите празници в селото е 1 май, когато е селският сбор.

## Други
Съвременните проблеми на с. Кочмар са сходни с тези на малките селища, заради рязкото намаляване на населението. Причините са ниската раждаемост – за 2004 г. е родено само едно дете, и застаряване на населението. Има около 15 по-млади семейства, които са на възраст около 40 години. Безработицата е голяма и това е предпоставка за изселването на младите хора в по-големите градове. От 2001 г. е закрита и земеделската кооперация „Добруджа-92“, с което намаляват още повече работните места. Друг проблем е водоснабдяването на една част от селото. Нужно е да се реконструира и инфраструктурата, да се препокрие училищната сграда, да се започне ремонт на две от чешмите.
От периода 2003-2006 г. в с. Кочмар започва обновяване и ремонт на сградния фонд, ремонтирано е читалище „Христо Ботев“, обновена е фасадата на кметството и алеите пред него, построен е кът за отдих и е възстановен кладенецът в центъра на селото.